# Eggington
Eggington is een civil parish in het bestuurlijke gebied Central Bedfordshire, in het Engelse graafschap Bedfordshire.
Ampthill · Arlesey · Aspley Guise · Aspley Heath · Astwick · Barton-le-Clay · Battlesden · Biddenham · Biggleswade · Billington · Bletsoe · Blunham · Bolnhurst and Keysoe · Brickhill · Brogborough · Bromham · Caddington · Campton and Chicksands · Cardington · Carlton with Chellington · Central Bedfordshire · Chalgrave · Chalton · Clapham · Clifton · Clophill · Colmworth · Cople · Cranfield · Dean and Shelton · Dunstable · Dunton · Eastcotts · Eaton Bray · Edworth · Eggington · Elstow · Eversholt · Everton · Eyeworth · Felmersham · Flitton and Greenfield · Flitwick · Gravenhurst · Great Barford · Great Denham · Harlington · Harrold · Haynes · Heath and Reach · Henlow · Hockliffe · Houghton Conquest · Houghton Regis · Hulcote and Salford · Husborne Crawley · Hyde · Kempston · Kempston Rural · Kensworth · Knotting and Souldrop · Langford · Leighton-Linslade · Lidlington · Little Barford · Little Staughton · Marston Moretaine · Maulden · Melchbourne and Yielden · Meppershall · Millbrook · Milton Bryan · Milton Ernest · Moggerhanger · Northill · Oakley · Odell · Old Warden · Pavenham · Pertenhall · Podington · Potsgrove · Potton · Pulloxhill · Ravensden · Renhold · Ridgmont · Riseley · Roxton · Sandy · Sharnbrook · Shefford · Shillington · Silsoe · Slip End · Southill · Stagsden · Stanbridge · Staploe · Steppingley · Stevington · Stewartby · Stondon · Stotfold · Streatley · Studham · Sundon · Sutton · Swineshead · Tempsford · Thurleigh · Tilsworth · Tingrith · Toddington · Totternhoe · Turvey · Westoning · Whipsnade · Wilden · Willington · Wilstead · Woburn · Wootton · Wrestlingworth and Cockayne Hatley · Wyboston, Chawston and Colesden · Wymington